# トリブチルスズ
トリブチルスズ (tributyltin または tributylstannane) とは、有機スズ化合物の一種。トリ-n-ブチルスズ もしくは 水素化トリブチルスズ（すいそかトリブチルスズ、tributyltin hydride）とも呼ばれ、TBT と略称される。有機合成においてラジカル的還元剤として用いられる。
かつては酸化物である酸化トリブチルスズ、(n-C4H9)3Sn-O-Sn(n-C4H9)3 とともに貝やフジツボや海藻の付着を防ぐ目的で船底や魚網の塗料に加えられていたが、貝のオス化など海洋生物に悪影響を与えることが判明した。現在、これらの化合物はロッテルダム条約の適用内と考えられていて、国際海事機関 (IMO) により使用が禁止されている。

## 有機合成
有機ハロゲン化合物のハロゲンを水素に置き換える還元剤として用いられる。反応は以下に示す通りラジカル的に進行する。
トリブチルスズをAIBN など適切なラジカル開始剤とともに用いることで、水素がラジカルとして引き抜かれてトリブチルスズラジカル、(n-C4H9)3Sn• が生じる。このスズラジカルはハロゲン化アルキルなどのハロゲン原子をラジカルとして引き抜き、発生したアルキルラジカルが新しいトリブチルスズから水素ラジカルを引き抜いてスズラジカルを再び発生させ、そうして反応が連鎖的に続く。生成物はハロゲン化アルキルのハロゲン原子が水素に置き換わった還元体 (R-H) とハロゲン化トリブチルスズ、(n-C4H9)3Sn-X である。
1. {\displaystyle {\ce {({\mathit {n}}-C4H9)3Sn-H\ +AIBN->({\mathit {n}}-C4H9)3Sn\bullet }}}
2. {\displaystyle {\ce {({\mathit {n}}-C4H9)3Sn\bullet \ +R-X->({\mathit {n}}-C4H9)3Sn-X\ +R\bullet }}}
3. {\displaystyle {\ce {R\bullet \ +({\mathit {n}}-C4H9)3Sn-H->R-H\ +({\mathit {n}}-C4H9)3Sn\bullet ->}}} 2 に戻る

アルキルラジカル R• が発生したとき、R の構造内に二重結合などラジカルが付加しやすい部位があれば、分子内付加が優先する場合がある。これは環化反応へ応用される。
また、アルコールから調整できるキサントゲン酸エステルも同様の反応をし、ヒドロキシ基を除去するのに使われる (Barton-McCombie脱酸素化)。

## 有毒性
TBT化合物は有毒化学物質と考えられていて、人間や環境に悪影響を及ぼす。トリブチルスズ化合物は残留性有機汚染物質であり、海洋生物の食物連鎖により濃縮される。船用塗料のTBTが海に浸出して水生生物に不可逆的なダメージを与えたことは有名である。トリブチルスズは人間の肥満とも関係があり、脂肪細胞の成長を促す遺伝子を刺激する。
TBTはヨーロッパチヂミボラを含むいくつかの海洋生物にも害をおよぼす。TBTはヨーロッパチヂミボラのインポセックス(雄性形質誘導及び生殖不全症候群)を引き起こし、メスの生殖器に異常が発生したりする。わずか 2.5 ng/L という微量のTBTでヨーロッパチヂミボラの性転換が起きてしまう。これは、ヨーロッパチヂミボラの生殖力を奪うこと、あるいは死を意味する。いくつかの深刻なケースでは卵嚢を持ったオスが見つかった。

### 海洋哺乳類への影響
多くの研究により、ラッコ (Enhydra lutris) またはハンドウイルカ属のイルカでは、肝臓に高いレベルでトリブチルスズを濃縮することがわかった。トリブチルスズと、代謝副生産物であるジブチルスズは免疫抑制を引き起こし、二次感染の原因をつくる。これは、感染が原因で死んだラッコには高いレベルで組織にブチルスズ化合物を含んでいたという発見と矛盾しない。
聴覚の専門家により、ハクジラのような高等哺乳類の聴力損失とTBTが関係があることがわかった。

### 海洋無脊椎動物への影響
TBTの軟体動物への影響は極端に大きい。二枚貝の幼生のケースでは、TBTの実効的な濃縮 (EC) は、ほかのいかなる有毒化合物より千倍低かった。TBTはまた、腹足類（巻貝）のインポセックスを招く。
以上のような有毒性への関心が国際海事機関による世界的な規制につながった。いまでは、深刻な海洋汚染物質と考えられている。